# Luz (bairro de São Paulo)
Luz é um dos bairros do distrito do Bom Retiro, localizado na Zona Central da cidade de São Paulo, administrado pela Subprefeitura da Sé. Atualmente, a Luz abriga importantes marcos culturais e históricos, como o Jardim da Luz, a Estação da Luz, o Museu da Língua Portuguesa, o Mosteiro da Luz, e a Pinacoteca de São Paulo, entre outros. O bairro também é conhecido por abrigar a famosa "rua das noivas", a Rua de São Caetano, famosa por suas lojas de roupas para casamento. Abrigou o DOPS (Departamento de Ordem Política e Social), que representou um capítulo sombrio da história brasileira, sendo um símbolo da repressão política e das violações dos direitos humanos ocorridas durante a ditadura militar.

## Histórico
O bairro, que começou como um pântano conhecido como Campo de Guaré devido às inundações dos rios Tietê e Tamanduateí, transformou-se em um dos bairros mais importantes da região central de São Paulo. Em 1600, Antonio Camacho recebeu terras na área, e em 1601, Domingos Luiz e sua esposa Ana se mudaram para lá. Dois anos depois, Luiz ergueu uma capela dedicada a Nossa Senhora da Luz, nomeando assim o bairro.
O Jardim da Luz, aberto ao público como Jardim Botânico em 1825, foi um grande atrativo para os moradores da cidade e viajantes, sendo um local de lazer para os moradores dos bairros vizinhos, como Campos Elíseos. Nos anos de 1868 e 1869, o jardim passou por reformas que incluíram a instalação de um chafariz, e no governo de João Teodoro tornou-se o parque mais bem cuidado da cidade. Outro grande atrativo do parque foi um café, ponto de encontro das elites até 1911.
O bairro da Luz, em São Paulo, foi considerado um dos mais charmosos da cidade, especialmente durante o auge da produção cafeeira, quando o parque local se tornou um espaço popular para lazer e socialização entre o final do século XIX e a metade do século XX. Com a industrialização, no entanto, o bairro e o parque passaram a ser associados a altos índices de violência e criminalidade. Na década de 1920, parte das atividades do bairro foi transferida para o Parque da Água Branca, que se tornou um novo centro de lazer.
Apesar de sua decadência e da percepção de perigo, o Parque da Luz continua a ser um símbolo da cidade, refletindo as diversas abordagens das administrações ao longo do tempo, que variaram entre cuidados e abandono. O Jardim da Luz, criado em 1825, é o parque mais antigo de São Paulo, com uma área de aproximadamente 113 mil metros quadrados. Originalmente um Horto Botânico, foi transformado em Jardim Botânico no final do século XIX, tornando-se um importante espaço de lazer para a população. Após várias reformas e períodos de descaso, o parque se consolidou como um marco da vida paulistana, representando as transformações da cidade. Além disso, a Igreja de São Cristóvão, situada ao lado do Mosteiro da Luz, é um centro religioso significativo, atraindo milhares de fiéis, especialmente no dia 25 de julho, quando motoristas buscam bênçãos para enfrentar o trânsito caótico da cidade.
O principal presídio da cidade de São Paulo, conhecido inicialmente como Casa de Correção, foi construído entre 1837 e 1852, mas já foi inaugurado com diversos problemas devido à falta de verbas. Com a Proclamação da República, a instituição passou a ser chamada de Presídio Tiradentes e começou a receber opositores do governo. O prédio foi demolido em 1972 e, em 1977, um novo edifício do Banco Nossa Caixa e um teatro foram construídos no terreno de 5.400 metros quadrados, com o portal de entrada do antigo presídio permanecendo voltado para a Avenida Tiradentes.
O bairro, inicialmente composto por chácaras e grandes propriedades rurais, teve suas ruas abertas por iniciativa dos proprietários, sendo posteriormente denominadas pela municipalidade. No século XIX, a demarcação do terreno do Horto Botânico levou a uma maior atenção do poder público para o alinhamento das vias e para o combate às enchentes na região. Durante o governo de João Teodoro Xavier de Matos, o bairro passou por uma revolução urbanística que incluiu a ligação entre as estações ferroviárias da Luz e do Norte, saneamento das margens do Tamanduateí e a abertura de novas ruas.
A chegada da energia elétrica possibilitou a instalação de bondes elétricos, promovendo um crescimento territorial significativo em São Paulo. Essa nova forma de transporte encurtou distâncias e incentivou pessoas de baixa renda a buscar terrenos mais baratos nas periferias. Entretanto, essa expansão não garantiu melhores condições de vida para a população mais pobre, que enfrentou um adensamento populacional, passando de 200 mil para um milhão de habitantes nas primeiras décadas do século XX. O planejamento urbano, por sua vez, foi elitista e não acompanhou esse crescimento demográfico.
O planejamento urbano desse período possuía características estético-sanitaristas. De um lado, as intervenções urbanísticas públicas ou privadas tratavam de embelezar a cidade, renovando alguns fragmentos urbanos segundo os moldes das transformações das metrópoles europeias. Por outro, a disseminação de doenças provocadas pelas precárias condições de saneamento em conjunção com a alta concentração demográfica demandava ações de cunho sanitarista e higienista. As linhas de bonde que proporcionariam melhor mobilidade eram limitadas ao atual Centro Velho.
Prestes Maia seria o grande idealizador do plano urbanístico proposto em 1924, que compreendia a cidade como um território sem limites físicos, ideia que agradou as autoridades, já que solucionava problemas crônicos da capital, como a falta de espaço para novas construções e o monopólio da Light, que era cada vez mais depreciada pela opinião pública. Mesmo sendo idealizado na década de 1920, o plano de avenidas só seria posto em prática na década de 1940. No novo plano, a cidade inaugura um novo modelo, voltado para a expulsão dos mais pobres para as regiões mais afastadas e os ricos habitando a região central. Esta realidade só mudaria com os novos loteamentos na Avenida Paulista, Jardins e Morumbi. Os ricos, desejosos por terras menos propícias a alagamento, aderem aos novos loteamentos, deixando os mais pobres com os terrenos menos valorizados.

### Ditadura miliar
O Departamento de Ordem Política e Social, conhecido como DOPS, foi um órgão do governo brasileiro criado em 30 de dezembro de 1924, com a função inicial de assegurar e disciplinar a ordem política e social no país. Durante o Estado Novo e, posteriormente, na Ditadura Militar, o DOPS se tornou um instrumento crucial de repressão política. No período da Ditadura Militar no Brasil, que durou de 1964 a 1985, o DOPS foi amplamente utilizado para reprimir movimentos sociais e políticos. O regime militar, de caráter autoritário e nacionalista, utilizou o DOPS para perseguir, prender e torturar opositores políticos, sendo um dos principais órgãos de repressão do período. Estava subordinado às Secretarias de Segurança Pública e era conhecido pelo uso da violência contra aqueles considerados uma ameaça ao regime.
Em São Paulo, o DOPS estava localizado próximo à Estação da Luz, em um prédio que hoje abriga o Memorial da Resistência. Este local é um importante ponto de memória da repressão e resistência durante a ditadura militar. O prédio, que também abriga a Estação Pinacoteca, contém um acervo de documentos que testemunham as práticas repressivas do período. O Memorial da Resistência de São Paulo é um espaço dedicado à preservação da memória das vítimas da ditadura militar. Ele mantém exposições permanentes e temporárias que relatam as histórias de resistência e repressão, além de conservar as antigas celas utilizadas durante o regime. Este espaço é um símbolo da luta pela democracia e dos horrores vividos durante a ditadura.

### Boca do Lixo
A rua do Triunfo, situada no coração do bairro, foi um marco histórico para o cinema brasileiro, reconhecida por ter sido o epicentro do "Cinema Marginal" durante as décadas de 1960 e 1970. Este movimento cinematográfico desafiou as normas convencionais, oferecendo uma abordagem ousada e crítica que frequentemente abordava temas sociais e políticos com inovação e provocação.
A região, conhecida como "Boca do Lixo", abrigava áreas entre as ruas do Triunfo e Vitória, tornando-se um refúgio para cineastas que buscavam romper com a estética e os temas do cinema comercial da época. O "Cinema Marginal" destacou-se por suas produções de baixo orçamento que exploravam o lado sombrio da urbanidade e personagens à margem da sociedade, revelando uma realidade crua e, por vezes, controversa.
O impacto cultural e social deste movimento foi profundo. O "Cinema da Boca do Lixo" trouxe à luz questões sociais e políticas frequentemente negligenciadas, desafiando o status quo do cinema brasileiro. Cineastas icônicos como Rogério Sganzerla, Julio Bressane, e José Mojica Marins emergiram como líderes deste movimento, criando narrativas cinematográficas que influenciariam gerações sucessivas de cineastas.
Apesar de seu auge, a região da "Boca do Lixo" eventualmente entrou em declínio, associando-se mais a atividades como prostituição e comércio informal, e perdendo assim seu status como um polo cinematográfico.

## Atualidade
Atualmente, o bairro é um ponto de grande interesse turístico e cultural, mas também enfrenta significativos problemas sociais e urbanísticos que têm atraído atenção de políticas públicas e iniciativas de reurbanização. Entre os principais atrativos turísticos da Luz, destaca-se o Jardim da Luz, o parque mais antigo de São Paulo, inaugurado em 1825, que oferece um espaço verde com esculturas, lagos e uma gruta.
A Estação da Luz, uma das mais icônicas e históricas estações ferroviárias do Brasil, inaugurada em 1901, é um marco arquitetônico que abriga o Museu da Língua Portuguesa, que mostra as variações do idioma falado no país. A Estação Júlio Prestes é sede da renomada Sala São Paulo, uma das melhores salas de concerto do mundo, e o Mosteiro da Luz, fundado pelo Frei Galvão, abriga o Museu de Arte Sacra de São Paulo, com um vasto acervo de arte religiosa. A Pinacoteca de São Paulo, um dos museus de arte mais importantes do Brasil, está próxima à Estação Pinacoteca, que abriga exposições temporárias. A Rua de São Caetano, conhecida como "Rua das Noivas", é famosa por suas lojas especializadas em artigos para casamento.
Entretanto, o bairro também abriga parte da chamada "Cracolândia", uma área marcada por altos índices de consumo e tráfico de drogas, localizada na divisa com o bairro dos Campos Elíseos. Esta situação complexa impõe desafios significativos às políticas públicas, exigindo soluções integradas que envolvam saúde pública, segurança e assistência social.

### Gentrificação e reurbanização
Nos últimos anos, a região tem sido submetida a processos de gentrificação e reurbanização. Projetos como "Nova Luz" visam revitalizar a área, atraindo investimentos e melhorando a infraestrutura urbana. Contudo, tais iniciativas frequentemente enfrentam críticas por não atenderem adequadamente às necessidades dos moradores de baixa renda, que muitas vezes são deslocados devido ao aumento dos custos de vida.
Os projetos de reurbanização têm se concentrado na melhoria do transporte público, na renovação de edifícios históricos e na criação de novas áreas residenciais e comerciais. Ademais, há esforços para integrar serviços sociais que atendam populações vulneráveis, incluindo programas de saúde e assistência para pessoas em situação de rua.

### Zona Militar da Polícia Militar de São Paulo
O bairro  abriga uma série de instalações da PMSP que desempenham papéis cruciais na manutenção da ordem e segurança na cidade (sede das unidades de elite, cavalaria e corregedoria), no bem-estar da corporação (centro odontológico, caixa beneficente e capela militar) e instituições culturais e educacionais (museu). 
A Zona Militar da Polícia Militar de São Paulo está localizada próximo do Museu de Arte Sacra de São Paulo e da estação Tiradentes do metrô, os edifícios militares estão situados na Rua Jorge Miranda e adjacências. Os bairros limitrofes (Canindé, Sé, Santana, Bom Retiro e Ponte Pequena) também possuem diversos aparelhos policiais que assistem a cidade como o colégio, a escola de educação física, sedes administrativas, operacionais e de RH (aérea, rodoviária e bombeiros).
Várias instalações foram transferidas da Zona Militar para a Invernada da Polícia Militar (Invernada do Barro Branco), enorme área de extensão verde localizada no distrito do Tucuruvi onde estão: o hospital, o canil, o centro de reabilitação, o centro administrativo ambiental, a associação da PM, o presídio e a Academia do Barro Branco.
Abaixo, uma descrição das principais unidades localizadas nesta área:

* Regimento de Polícia Montada 9 de Julho - Cavalaria: Este regimento é responsável pelo policiamento montado na cidade de São Paulo. A unidade é conhecida por seus mais de 260 cavalos, que são utilizados tanto para patrulhamento quanto para eventos esportivos e cerimoniais. O regimento é uma das unidades mais antigas, completando 131 anos de existência.

* 2.º Batalhão de Polícia de Choque - Batalhão Anchieta/Comando do Policiamento de Choque (CPChq): Criado em 7 de maio de 1934, o 2° Batalhão de Polícia de Choque, também conhecido como Batalhão Anchieta, é uma unidade especializada em controle de distúrbios e operações de choque. Ele foi originalmente parte da Guarda Civil do Estado de São Paulo.

* Centro Integrado de Comando e Controle (CICC/SP): Este centro é uma instalação estratégica que integra diversas forças de segurança para coordenar operações e monitorar a cidade em tempo real, especialmente em grandes eventos e situações de emergência.

* Caixa Beneficente da PM: A Caixa Beneficente da Polícia Militar oferece suporte financeiro e social aos membros da corporação e suas famílias, proporcionando assistência em diversas áreas.

* Centro Odontológico da Polícia Militar do Estado de São Paulo: Este centro oferece serviços odontológicos aos policiais militares, garantindo cuidados de saúde bucal essenciais para o bem-estar dos membros da corporação.

* Corpo Musical da Polícia Militar: O Corpo Musical é responsável por apresentações musicais que promovem a cultura e a tradição da Polícia Militar, participando de eventos oficiais e comunitários.

* Museu de Polícia Militar do Estado de São Paulo: O museu preserva e exibe a história da Polícia Militar do Estado de São Paulo, com exposições de uniformes, equipamentos e documentos históricos.
* Rondas Ostensivas Tobias de Aguiar: A ROTA é uma unidade de elite da Polícia Militar, conhecida por suas operações táticas e de combate ao crime organizado. Na mesma instalaçao está situada a ROCAM - Rondas Ostensivas Com Apoio de Motocicletas.

* Comando de Policiamento da Capital (CPC): O CPC coordena as atividades de policiamento na capital paulista, garantindo a segurança e a ordem pública em toda a cidade.

* Corregedoria da Polícia Militar de SP: A Corregedoria é responsável por investigar e supervisionar a conduta dos policiais militares, assegurando que as ações da corporação estejam em conformidade com a lei e os regulamentos internos.

* Centro de Material Bélico: Este centro gerencia o armamento e os equipamentos utilizados pela Polícia Militar, assegurando que estejam em condições adequadas para uso.

* Capela Militar Santo Expedito: A capela serve como um local de culto e reflexão para os policiais militares e suas famílias, oferecendo serviços religiosos e apoio espiritual.
Próximo à zona militar, o Liceu de Artes e Ofícios de São Paulo, uma instituição educacional que oferece cursos técnicos e artísticos, contribuindo para a formação profissional e cultural da comunidade. A escola possui também o Centro Cultural Liceu de Artes e Ofícios, lugar que promove eventos e atividades artísticas, enriquecendo a vida cultural da região e oferecendo um espaço para a expressão artística e a educação.
Os bairros vizinhos também apresentam uma série de equipamentos da PM São Paulo: Canindé (Centro Administrativo da Polícia Militar do Estado de São Paulo - "Panelão da PM", a Associação dos Subtenentes e Sargentos, a Escola de Educação Física da Polícia Militar e o Colégio da Polícia Militar), Ponte Pequena (PMs de Cristo - Capelania Voluntária, escolas de cursos preparatórios para futuros aspirantes a corporação e o  Comando de Policiamento Rodoviário da Polícia Rodoviária Estadual - CPRv), em Santana (Aeroporto Campo de Marte) está o CAvPM - Comando de Aviação da Polícia Militar, na Sé está o Comando do Corpo de Bombeiros (CCB) e no Bom Retiro está o COPOM - Centro de Operações da Polícia Militar: responsável por coordenar as operações de segurança e emergências na cidade, garantindo uma resposta rápida e eficiente e Quartel do Comando Geral da Polícia Militar do Estado de São Paulo: centro administrativo e operacional da Polícia Militar do Estado de São Paulo, onde são tomadas decisões estratégicas para a segurança pública.
Na Zona Norte está localizada a Invernada do Barro Branco, onde estão situados: o Hospital da Polícia Militar, a Academia de Polícia Militar do Barro Branco, o Canil da Polícia Militar, o Centro de Reabilitação da Polícia Militar, o Centro de Suprimento e Manutenção de Material de Intendência (CSM/M Int), o Centro Integrado de Apoio Patrimonial (CIAP), o Comando do Policiamento Ambiental (CPAmb),  a Associação dos Oficiais da Polícia Militar do Estado de São Paulo (AOPM), o Centro de Suprimento e Manutenção de Material de Telecomunicações (CSM/MTel), o Estande de Tiro da Polícia Militar e o Presídio Militar Romão Gomes. Fora desses núcleos estão a ADPM Falcão Azul (Associação Desportiva Polícia Militar do Estado de São Paulo), Escola Superior de Soldados, e a Escola Superior de Sargentos.